# روبرت ر. ريسكولا
روبرت أ.ريسكورلا (9 مايو 1940-24 مارس 2020)  عالمًا نفسيًا أمريكيًا متخصصًا في مشاركة العمليات المعرفية في التكييف الكلاسيكي  مع التركيز على تعلم الحيوان وسلوكه. كان ريسكورلا أستاذًا فخريًا لعلم النفس في جامعة بنسلفانيا (بنسلفانيا) . حصل على درجة البكالوريوس في علم النفس مع تخصص في الفلسفة والرياضيات من كلية سوارثمور في عام 1962 ثم حصل على الدكتوراه في وقت لاحق تحت إشراف ريتشارد سولومون من جامعة بنسلفانيا عام 1966. من هناك، بدأ حياته المهنية في جامعة ييل. وفي نهاية حياته، عاد ريسكولا إلى جامعة بنسلفانيا لمواصلة أبحاثه.
كانت إحدى مساهمات ريسكولا المهمة في علم النفس، مع المؤلف المشارك ألان ر. فاغنر، في إستنباط نموذج ريسكولا-واغنر للتكيّف. ثم تم توسيع هذا النموذج ليشمل عمليات التعلم. واصل ريسكولا أيضًا تطوير البحث حول نظرية التكيّف لدى بافلوف والتدريب الفعال. نظرًا لإنجازاته، حصل ريسكولا على جوائز الجمعية الأمريكية لعلم النفس للمساهمات العلمية المتميزة في عام 1986.
تزوج ريسكولا لأول مرة من مارجد ليندر. ثم في السبعينيات تزوج من ليزلي في ألتمان لكنهما انفصلا فيما بعد، من بعد إنجاب ولدان معا. أخيرا قام بالزواج من شيرلي ستيل.
توفي ريسكولا في 24 مارس 2020، بعد مضاعفات صحية نتيجة سقوطه في وقت سابق.

## الطفولة والتعليم
ولد روبرت أ. ريسكورلا في 9 مايو 1940 في بيتسبرغ ، بنسلفانيا. التحق بالمدرسة الثانوية في ويستفيلد، نيو جيرسي. في عام 1958، قرر الالتحاق بكلية سوارثمور حيث اكتشف في المرة الأولى حبه للأبحاث حيث أجرى تجارب على القرود مع هنري جليتمان وعمل كمساعد باحث لسولومون آش يأثناء قيامه بتجارب التعلم البشري. تخرج عام 1962 مع مرتبة الشرف العليا.
في عام 1966 حصل على درجة الدكتوراه. من جامعة بنسلفانيا.

## المسار المهني الوظيفي
درس ريسكورلا في جامعة ييل من عام 1966 إلى عام 1981. أثناء وجوده في جامعة ييل، بدأ ريسكولا تعاونًا مثمرًا مع الزميل ألان واجنر، مما أدى إلى تطوير نموذج ريسكولا-واجنر. في عام 1975، تم انتخابه في جمعية علماء النفس التجريبي. عاد Rescorla إلى جامعته في 1981 وكان عضوًا في هيئة التدريس هناك حتى عام 2009. شغل منصب رئيس قسم علم النفس في بنسلفانيا،  وكذلك مدير الدراسات الجامعية وعميد كلية الآداب والعلوم.
في عام 1984، مُنح ريسكولا زمالة غوغنهايم. في عام 1985، تم انتخابه للأكاديمية الوطنية للعلوم وفي عام 1986 حصل على جائزة المساهمة العلمية المتميزة من جمعية علم النفس الأمريكية. في عام 1989، تم تعيينه أستاذًا جامعيًا للعلوم بجامعة بنسلفانيا. في عام 1991، حصل ريسكولا على ميدالية هاورد كروسبي وارن من جمعية علماء النفس التجريبي. كما حصل على جائزة إيرا أبرامز للتعليم المتميز من كلية الآداب والعلوم في بنسلفانيا عام 1999،  وتبعه تعيين كريستوفر إتش براون كأستاذ علم النفس المتميز في عام 2000. في عام 2005، حصل ريسكولا على جائزة هورسلي جرانت من جمعية بافلوفيان. وفي عام 2006، حصل على درجة الدكتوراه الفخرية من جامعة غينت في بلجيكا. ثم انتخب في الأكاديمية الأمريكية للفنون والعلوم في عام 2008.

## البحوث والمساهمات الأكاديمية

### نظرية ريسكولا-واجنر
في عام 1972، نشر روبرت أ. ريسكورلا وزميله آلان ر. نموذج التعلم على أنه تطوير للارتباطات بين المنبهات المشروطة (CS) والمحفزات غير المشروطة (us)، مع حدوث التعلم عندما يتم إقران هذه المحفزات في تجارب منفصلة. يعتمد التغيير في الارتباط بين CS وus الذي يحدث عندما يقترن الاثنان على مدى قوة توقع us في تلك التجربة - أي، بشكل غير رسمي، مدى «دهشة» الموضوع من قبل us. مقدار هذه «المفاجأة» يعتمد على القوة الترابطية المجمعة لجميع الإشارات الموجودة أثناء تلك التجربة. في المقابل، اشتقت النماذج السابقة التغيير في القوة الترابطية من القيمة الحالية لـ CS وحدها. كان للنموذج تأثير كبير، مما أدى إلى العديد من النتائج التجريبية الجديدة والتطورات النظرية.

### برنامج البحوث
أجرى ريسكولا بحثًا في جامعة بنسلفانيا حول تعلم الحيوان وسلوكه، مع التركيز على التعلم النقابي وخاصة تكيف بافلوفيان.
تركز اهتمام ريسكولا في عمليات التعلم الإرتباطي على ثلاثة أسئلة. أولاً، في أي مواقف حدث التعلم الإرتباطي؟ ثانيًا، عند حدوث التعلم الإرتباطي، ما العناصر التي تم تضمينها؟ ثالثًا، ما هي المبادئ التي ساهمت في النتائج التجريبية؟ للبحث في هذه الأسئلة، استخدم ريسكولا وفريقه مجموعة متنوعة من الأساليب، بما في ذلك على سبيل المثال تكييف الخوف والتدريب على المكافأة والتشكيل الذاتي.

## المنشورات المعروضة
- ريسكولا، (2006) الانقراض المضاعف من عرض التحفيز المركب. مجلة علم النفس التجريبي: عمليات سلوك الحيوان، 32، 135-144.
- ريسكورلا، (2008). تقييم تكيف المنبهات ذات الصلة وغير ذات الصلة باستخدام اختبار مركب. التعلم والسلوك، 36، 67-74.
- ريسكورلا، را (2008). تكيف المنبهات بقيمة أولية غير صفرية. مجلة علم النفس التجريبي: عمليات سلوك الحيوان، 34، 315-323.